# 龙泉岩
龙泉岩，位于中国广东省汕头市金平区鮀江街道蓬洲村，由一巨石覆盖而成，岩洞内称八卦厅，面积约64.4M2。龙泉岩是汕头市的一个市、县级文物保护单位，类型为其他，公布时间为1988年11月19日。
龙泉岩的历史年代为明代。